# Stolzalpe (Bergmassiv)
Die Stolzalpe ist ein 1817 m ü. A. hohes Bergmassiv der Niederen Tauern im Oberen Murtal, Steiermark.

## Lage und Landschaft
Die Stolzalpe erhebt sich bei Murau nördlich der Mur, zwischen Rantental im Westen und Katschtal im Osten und Norden.
Die Stolzalpe ist ein bis in den Gipfelbereich locker bewaldeter, mittelgebirgiger flacher Bergstock.
Sie steht isoliert; die Linie Krakau – Schöder – Oberwölz, das Murparalleltal, trennt den Zug der Murberge vom Hauptmassiv der Niederen Tauern. Die Nebentäler der Mur streichen hier in östlicher bis südöstlicher Richtung, das Massiv hat eine West-Ost-Ausdehnung von 14½ Kilometern. Es erhebt sich mehr als 1000 Höhenmeter über das Murtal. Der Berg gilt durch seine kleinklimatisch geschützte Lage als besonders sonnenreich.

## Einordnung, Umgrenzung, Gliederung und Gipfel

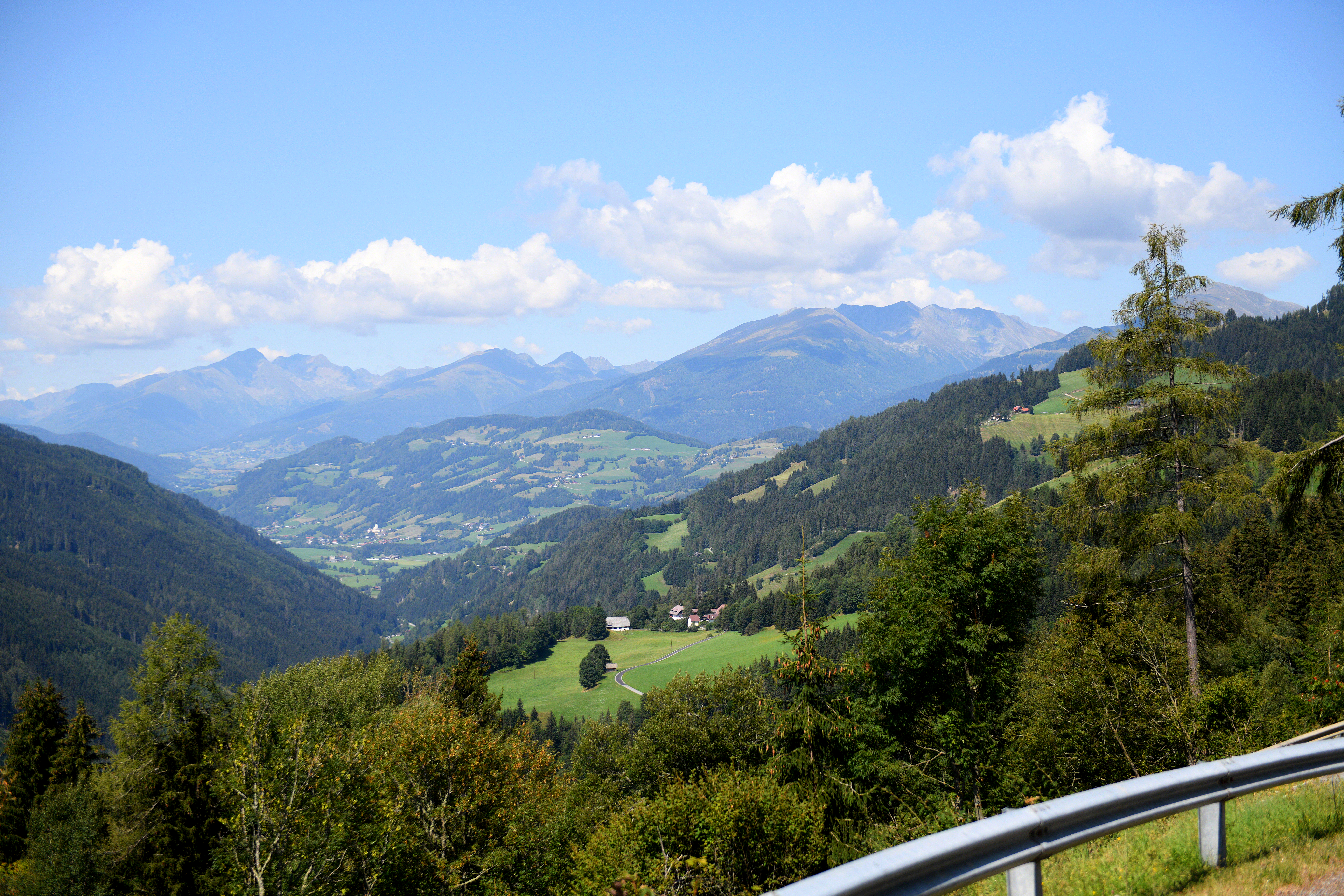
Westabdachung gegen Ranten, mit dem Staberkogel; hinten die Hauptgipfel der Schladminger Tauern, Mitte rechts das Rupprechtseck

Die Stolzalpe wird zu den Schladminger Tauern, einem Ost-West-Abschnitt der Niederen Tauern, gerechnet. Sie bildet orographisch einen Ausläufer des Rupprechtsecks (2591 m ü. A.) südlich am Tauern-Hauptkamm. Örtlich zählt sie zu den Murbergen, dem murtalseitig vorgelagerten Bergzug der Niederen Tauern. Nach der Gebirgsgruppengliederung nach Trimmel gehört die Gruppe der Stolzalpe als Teil der Murauer Berge aus geologischen Gründen schon zu den Norischen Alpen.
Im Nordwesten bildet der Schöderbach bei Schöder und Baierdorf die Abgrenzung zum Kamm des Schöderkogels, ebenfalls am Tauern-Hauptkamm. Im Norden trennt der Katschbach bei Feistritz von den Ausläufern der Rettelkirchspitze, die – östlich vom Sölkpass gelegen – schon zu den Wölzer Tauern gehört, und von St. Peter am Kammersberg über Althofen bis zur Mündung bei Katsch und Frojach (ca. 752 m ü. A.) vom Eichberg und Pleschaitz-Massiv. Im Süden grenzen an der Mur über Triebendorf bis Murau mit den Massiven des Blasenkogels und Karchauer Ecks und der Frauenalpe die Gurktaler Alpen an. Südwestlich erhebt sich der Kramerkogel der Murberge. Nordwestlich trennt der Talpass Schöder–Rottenmann (ca. 940 m ü. A.) vom niedrigen Talberg Staberkogel (Freiberg).
Das Massiv ist sternförmig von Tälchen zergliedert.
Der südliche Kamm zieht sich über Mur in der Laaser Höhe (Hasenstein ca. 1550 m, Hauptgipfel 1442 m ü. A.) nach Osten nach Katsch hinunter. An der Südwestschulter zum Murtal hin liegt der Luftkurort Stolzalpe.
Der Ostkamm zieht sich zwischen Laasen und Glanz in das Katschtal bei Althofen und Peterdorf. Der Westkamm läuft über Planitzen und Vorderberg ins Rantental. Der Nordkamm führt nach St. Peter. Nordwestlich sind an der Linie Wassermannbach – Rineggbach – Niklbergbach der Mittelberg (1501 m ü. A.) bei Rinegg, und dann der Nickelberg (1528 m ü. A.) zwischen Hinterberg und mittlerem Katschtal vorgelagert.

## Geologie
Das Massiv ist hauptsächlich metamorphes Altpaläozoikum, das nicht zum Altkristallin der Niederen Tauern gehört, sondern zur Gurktaler Decke des Oberostalpin (Murauer Paläozoikum).
Die Hauptmasse ist vulkanitischer Diabasschiefer (Chloritschiefer) mit eingelagerten tonigen Lagen (Ordovizium–Silur, um 450 Mio. Jahre). Diese gehören zur Stolzalpendecke, der höheren Teildecke der Gurktaler Decke, der die Stolzalpe ihren Namen gegeben hat. Darunter lagern verschuppte Schichten der Permotrias (Auen-Gruppe; Gutensteiner Basisfolge, um 250 Mio. Jahre) bei Murau.
An der Basis bei Murau und bei Katsch liegt Murauer Kalk (Devon, um 400 Mio. Jahre), die zur tieferen Murauer Decke zählen. Der unterlagernde Kohlenstoffphyllit (wie am Kramerkogel) findet sich im Katschtal. Dort ist der Bergfuß Schwarzglimmerschiefer, der schon zum Mittelostalpin der Niedere-Tauern-Hauptmasse gehört, und die Basis der Mulde des Murauer Paläozoikum bildet. Hier lagern am Nickelberg auch noch Marmore der Murauer Kalkgruppe.

## Erschließung und Wege
Das Massiv bietet zahlreiche Waldwanderungen. Der Salzsteigweg (Österreichischer Weitwanderweg 09) und der Steirische Landesrundwanderweg überschreiten die Stolzalpe von St. Peter nach Murau.